# Dietfried Jorke
Oskar Hans Dietfried Heinrich Jorke (* 19. Februar 1926 in Sondershausen; † 11. Dezember 2019 in Jena) war ein deutscher Internist und Hämatologe mit den Forschungsschwerpunkten internistische Onkologie, Hepatologie und Gastroenterologie.

## Leben und Wirken
Dietfried Jorke studierte von 1946 bis 1951 Medizin an den Universitäten in Greifswald und Jena und promovierte an letzterer 1952 zum Dr. med. über den Einsatz von Urethan als Arzneimittel zur Behandlung von Leukämie. Ab 1953 war Jorke am Universitätsklinikum Jena tätig. Dort absolvierte er seine Facharztausbildung für innere Medizin und war als wissenschaftlicher Assistent und Stationsarzt tätig. 1961 habilitierte er sich an der Universität Jena über die Lymphoidzellen des Blutes und wurde im folgenden Jahr zum Ärztlichen Direktor des städtischen Krankenhauses berufen. Durch seine dort geleistete Lehrtätigkeit wurde er 1966 zum außerplanmäßigen Professor für Innere Medizin an der Universität Jena ernannt. 1972 habilitierte er in Jena zum Dr. sc. med. und war an der Universität zunächst als Honorarprofessor, ab 1975 als ordentlicher Professor tätig.
In den 1970er Jahren war er Leiter des Aufbaustabes der Klinik maßgeblich am Neubau der Klinik für Innere Medizin (KIM) in Jena-Neulobeda beteiligt und bei deren Eröffnung 1980 als einer der Direktoren berufen wurden. An dieser Klinik wurde unter der Leitung von Dietfried Jorke und Klaus Ruffert die erste universitäre onkologische Abteilung zur systematischen Chemotherapie solider Tumoren errichtet.
Nach der Wende war Jorke, der zu den treibenden Kräften im Demokratisierungsprozess der Hochschule gehörte, Mitbegründer der Akademie für ärztliche Fort- und Weiterbildung Thüringen und übernahm dort in den Anfangsjahren die Leitung und den Aufbau. An der Universität war er Leiter der „Aktionsgemeinschaft zur demokratischen Erneuerung der Hochschule“ (ADEH) und sorgte so für eine Neubesetzung von Schlüsselpositionen an der Universität nach der DDR-Zeit. Am 12. September 1991 wurde er auf Vorschlag der Fraktionen der SPD, CDU und F.D.P. im Thüringer Landtag zum Landeswahlleiter gewählt.
Im Februar 1993 trat Jorke von seinen öffentlichen Ämtern zurück. Seine späteren Publikationen beschäftigten sich mit dem Tod, der Sterbebegleitung und der Medizinethik, sowie mit der Geschichte der inneren Medizin in Jena.
Im Alter von 93 Jahren starb Dietfried Jorke im Dezember 2019.

## Ehrungen
1974 wurde Dietfried Jorke zum Mitglied der Deutschen Akademie der Naturforscher Leopoldina gewählt (Matrikelnummer 5814, Sektion Innere Medizin). Nach seiner Emeritierung 1993 wurde er von der Universität Jena zum Ehrensenator ernannt. Am 17. Juni 1995 wurde ihm die Ernst-von-Bergmann-Plakette der Bundesärztekammer und 2011 die Ludwig-Pfeiffer-Medaille der Landesärztekammer Thüringen verliehen. Seit dem 24. März 2003 war er Träger des Verdienstordens des Freistaats Thüringen, dem höchsten Verdienstorden des Freistaats Thüringen.

## Veröffentlichungen (Auswahl)
- Experimentelle Untersuchungen über Umsetzungen des Äthylurethans in Cyanat, sowie deren Bedeutung für die antileukaemische Wirkung des Urethans. Jena 1952 (Jena, Univ., Med. Diss., 1952).
- Die Lymphoidzellen des Blutes. Klinisch-hämatologische Untersuchungen über ihre Struktur, Funktion und diagnostische Bedeutung (= Schriftenreihe Hämatologie und Bluttransfusionswesen. Nr. 2). Akademie-Verlag, Berlin 1963 (IX, 173 S.).
- Humane Krankenversorgung oder Beitragsstabilität? (= Schriftenreihe der Landesärztekammer Thüringen. Nr. 1). Landesärztekammer Thüringen, Jena 1999 (79 S.).
- Rationierung im Gesundheitswesen – ist alternative Medizin ethisch noch vertretbar? (= Schriftenreihe der Landesärztekammer Thüringen. Nr. 3). Landesärztekammer Thüringen, Jena 2001 (47 S.).